# 蕨市指定文化財一覧
蕨市指定文化財一覧（わらびししていぶんかざいいちらん）は、埼玉県蕨市指定の文化財を一覧形式でまとめたものであるが、すべてを掲載しているわけではない。

## 中央地区
- 蕨本陣跡[1]
- 渋川公墓（宝樹院）[1]
- 機織図絵馬[1]
- 蕨宿岡田本陣家資料群[1]

## 塚越地区
- 高橋新五郎遺跡[1]
- 双子織縞帳（高橋家）[1]
- 定正寺聖観音菩薩立像[1]
- 機神社参拝絵馬[1]
- 所持田畑小作入附万歳帳[1]

## 南町地区
- 庚申塔（板倉家）（市指定文化財）[1]

## 北町地区
- 一本杉塚[1]
- 政房入道善休日記・家続善休昔物語[1]